# Олешко Попович
Оле́шко, Оле́шко Попо́вич — один з героїв руського (українського) билинного народного епосу, легендарний богатир часів Київської Русі.

## Прототип
Прототипом Олешка був боярин Олбег (Олбешко) Ратиборович, згаданий в «Повісті временних літ» як вправний стрілець з лука і вбивця половецького ватажка Ітларя.
Можливо брав участь в подальшій обороні від половців Переяслава, під час якої загинув хан Тугоркан та його син.

## Українські легенди
В билинах Олешка називають переможцем Тугарина Змієвича та Ідолища Поганого, боронив землі на лівому березі Дніпра, де були розташовані Київське, Чернігівське та Переяславське князівства.
Батьківщиною героя іноді називають місто Пирятин, де він нібито часто бував на ярмарках.
В одній із билин розповідається, як мати проводжала Олешка на базарній площі міста Пирятина у похід на ворога. Тоді Пирятин стояв на кордоні держави Київської Русі й був одним із її опорних пунктів у боротьбі проти кочівників.
В один зі своїх приїздів до Пирятина Т. Шевченко написав «Думу про пирятинського поповича Олексу».
Один з трьох міфічних богатирів, що обороняв Русь-Україну.

## Подальші інтерпретації

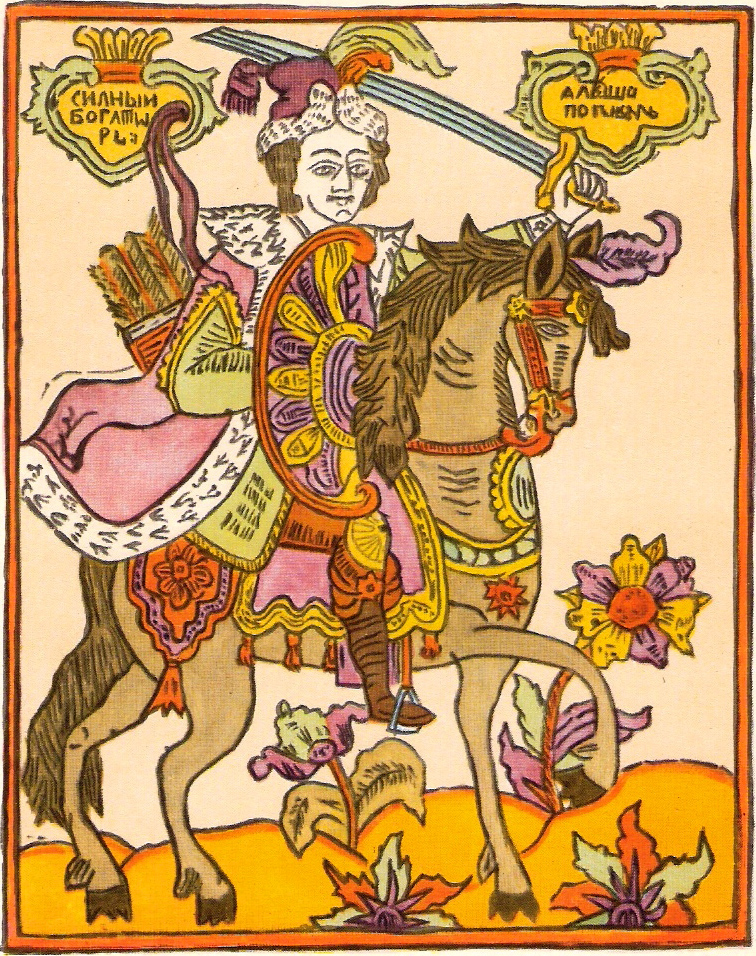
Сильний богатир Олешко Попович

На Суздальщині і Рязанщині образ літописного Олешка поступово злився із фігурою ростовського боярина Олександра Поповича, який жив у XIII сторіччі. У Тверському літописі згадується, що Олександр брав участь у битві на Калці (1223 р.) і загинув разом з іншими сімнадцятьма витязями.
У Никоновському літописі, укладеному в XVI сторіччі для обґрунтування претензій на Київ московського князя Василя III, ім'я Олександра Поповича з'являється і в повідомленнях за 1001 і 1004 рік (відсутніх у «Повісті временних літ») — разом з Яном Усмошевцем. Його також названо переможцем половців, які вперше з'явилися на кордонах Русі на півстоліття пізніше.